# Recurso (psicologia)
Em psicologia e em outras ciências da saúde, recurso ou recurso pessoal (ing. resource, fr. ressource) faz referência às fontes internas (habilidades, conhecimento, experiências de vida, interesses, autoestima etc.) e externas (rede social, relacionamentos etc.) que infuenciam a resposta de pessoas as situações estressantes. A psicoterapia moderna, sob influência do conceito de salutogênese, tem cada vez mais procurado se dedicar a descobrir recursos pessoais já existentes, dos quais o paciente muitas vezes não tem consciência, e a desenvolver novos, como fonte de forças para o paciente poder superar seu transtorno mental ou as dificuldades ligadas à doença física.